# Bitch from da Souf
Bitch from da Souf è un singolo della rapper statunitense Mulatto, pubblicato l'11 gennaio 2019.

## Descrizione
Il singolo, prodotto da Bankroll Got It, è stato incluso nell'EP Big Latto, pubblicato il 20 giugno 2019.

## Video musicale
Il video musicale è stato reso disponibile in concomitanza con l'uscita del singolo ed è stato diretto da LVTRKevin. La rapper nel video si trova per strada mentre rappa davanti ad una Porsche con i capelli tinti di colore blu.

## Tracce
Testi e musiche di Alyssa Stephens, Taylor Banks, Joel Banks.
1. Bitch from da Souf – 2:24

## Remix
Il 3 dicembre 2019 Mulatto ha pubblicato il remix del singolo, che ha visto la partecipazione vocale delle rapper statunitensi Saweetie e Trina. Il 24 marzo 2020 ne è stato reso disponibile un videoclip. Il remix è stato incluso nell'album in studio di debutto della rapper, Queen of da Souf.

### Tracce
Testi e musiche di Stephens, T. Banks, J. Banks, Katrina Taylor, Diamanté Harper.
1. B*tch from da Souf (feat. Saweetie & Trina) (Remix) – 3:44

## Formazione
Musicisti
- Latto – voce
- Saweetie – voce aggiuntiva
- Trina – voce aggiuntiva

Produzione
- Bankroll Got It – produzione
- DJ Young Pharaoh – ingegneria del suono
- Dustin Cicero – misaggio, mastering

## Successo commerciale
Nella pubblicazione del 22 agosto 2020 Bitch from da Souf ha esordito alla 95ª posizione della Billboard Hot 100, diventando il primo ingresso di Mulatto nella classifica.

## Classifiche
| Classifica (2020) | Posizione massima |
| ----------------- | ----------------- |
| Stati Uniti       | 95                |